# Lutz Dombrowski

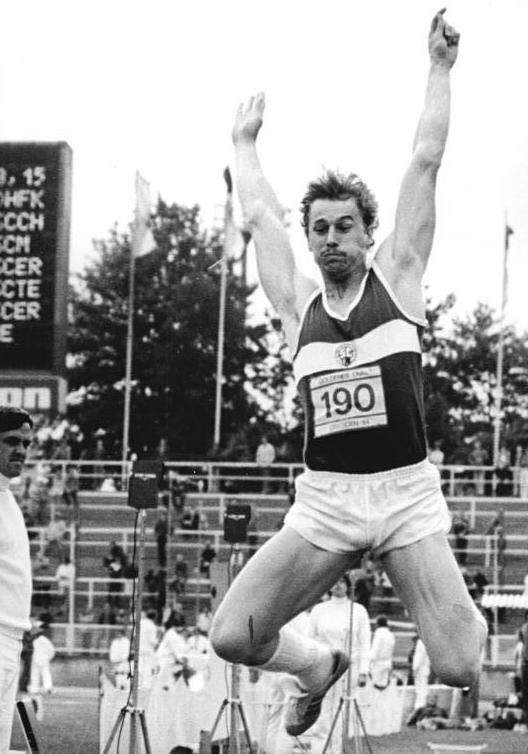
Lutz Dombrowski en 1984

Lutz Dombrowski, né le 25 juin 1959 à Zwickau, est un ancien athlète est-allemand spécialiste du saut en longueur.
Aux Jeux olympiques d'été de 1980 à Moscou, il a remporté le titre, profitant néanmoins de l'absence pour boycott des meilleurs américains. Sa performance (8,54m record d'Europe) fut à cette occasion la meilleure depuis Beamon et ses 8.90m. On aurait donc pu avoir un concours de très haut niveau avec Myricks (8,52m en 79) et peut-être Lewis.
Deux ans plus tard, il devint champion d'Europe.

## Palmarès

### Jeux olympiques
- 1980 à Moscou ( Union soviétique)
  -  Médaille d'or au saut en longueur

### Championnats d'Europe d'athlétisme
- 1982 à Athènes ( Grèce)
  -  Médaille d'or au saut en longueur